# Ловильна плашка

Ловильні плашки: а — не наскрізна; б — наскрізна;
1, 2, 3 — різьба, відповідно, приєднувальна до колони, ловильна, приєднувальна до воронки

Ловильна плашка (рос. колокол; англ. drill-pipe bell socket; нім. Schutzkappe f, Kappe f) — ловильний інструмент у вигляді накриття конусоподібної (дзвоноподібної) форми, який призначений для уловлювання труб, що впали у свердловину, шляхом нарізування ловильної різі на їх зовнішню поверхню під час буріння й капітального ремонту свердловини.